# Louis Abel-Truchet
Louis Abel-Truchet (29. prosince 1857, Versailles, Francie – 9. září 1918, Auxerre) byl francouzský malíř známý jako krajinář, malíř žánrových obrazů a pařížského nočního života. Navrhoval a maloval také plakáty.

## Životopis
Louis Abel-Truchet byl studentem Jean-Josepha Benjamin-Constanta a Julese Lefebvra na Académie Julian. Jeho první výstava se konala v roce 1891. Byl jedním z prvních vystavovatelů na pařížském Podzimním salonu v roce 1903. On a Louis Vallet založili „Société des humoristes“ v roce 1907.
V roce 1910 se stal členem "Société Nationale des Beaux-Arts". Následující rok byl jmenován rytířem řádu čestné legie.
Kromě svých obrazů vytvořil návrhy plakátů pro veřejné slavnosti v letech 1896 a 1897; navrhoval plakáty pro "Cabaret des Quat'z'Arts".
Během první světové války působil jako dobrovolník v hodnosti poručíka ve francouzské armádě. Armáda využila jeho malířských schopností a jmenovala jej asistentem Lucien-Victora Guiranda de Scévoly, vedoucího nově vytvořené francouzské kamuflážní divize. Zpočátku pracoval v Paříži a pomáhal organizovat práci ve "French Camouflage Department". Během této doby pokračoval v umělecké práci a kreslil karikatury pro Le Petit Journal.
Krátce před koncem války byl zraněn a zemřel ve vojenské nemocnici v Auxerre. V roce 1919 byla jeho díla součástí výstavy na Podzimním salonu na počest umělců, kteří zahynuli ve válce.
Po jeho smrti převzala jeho ateliér na Montmartru jeho vdova, malířka Julia Abel-Truchet, portrétistka.
Jeho díla lze vidět v Musée Gallé-Juillet, Musée de Grenoble, Musée d'art moderne André-Malraux, Musée Carnavalet a Musée des Beaux-Arts de Pau. Je po něm pojmenována ulice v 17. pařížském obvodu.

## Galerie

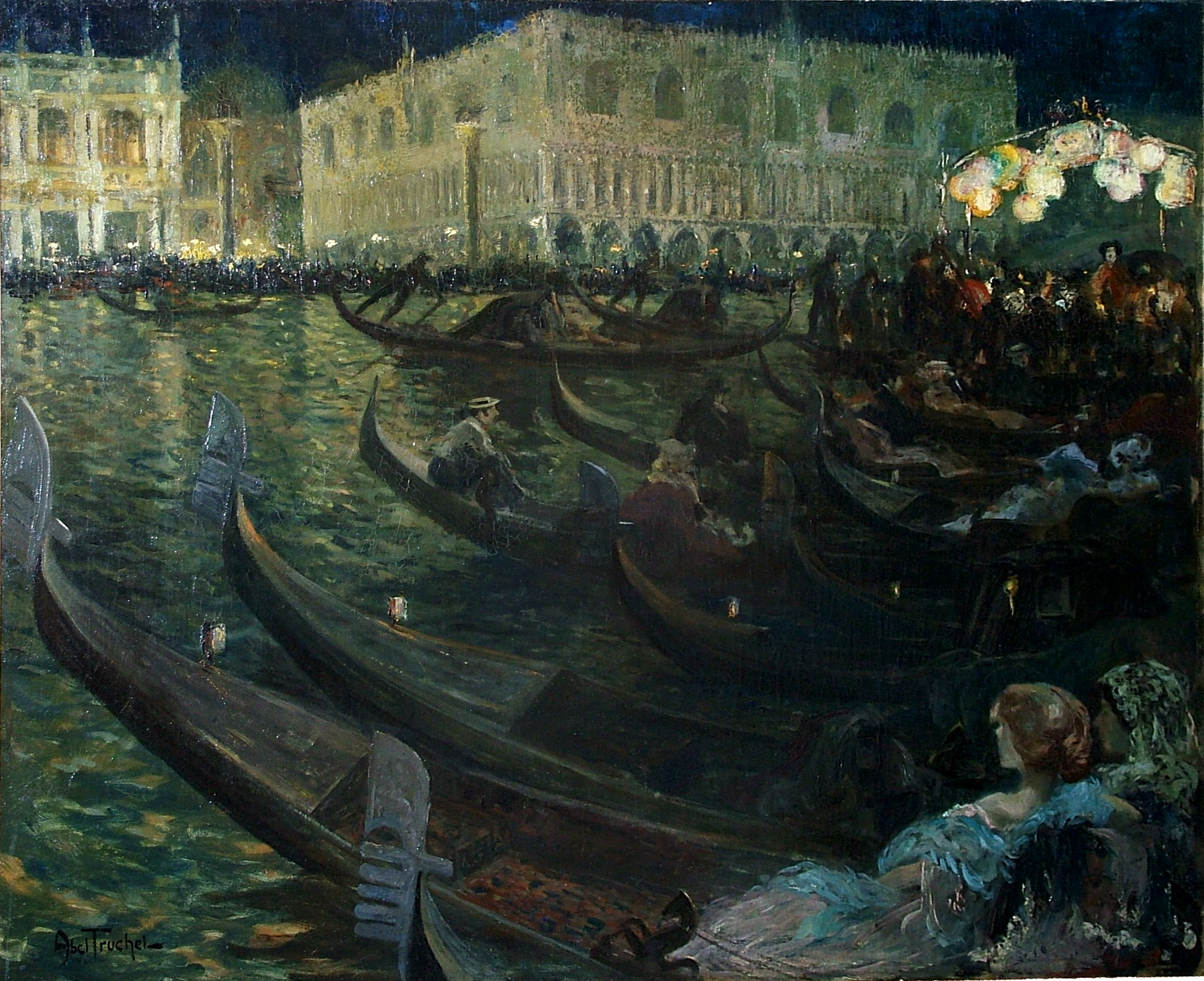
Festival del Redentore, Benátky
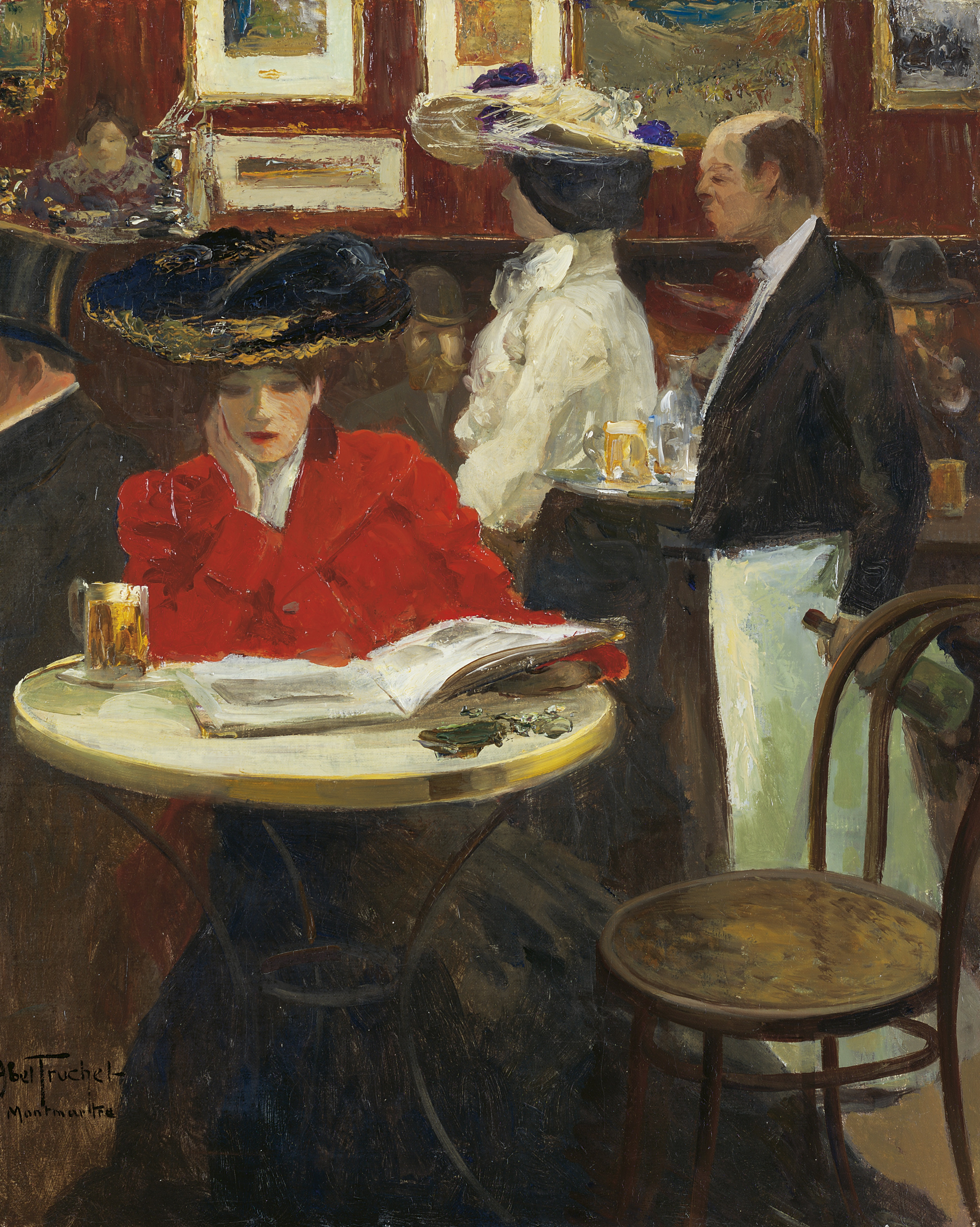
Le Lapin Agile
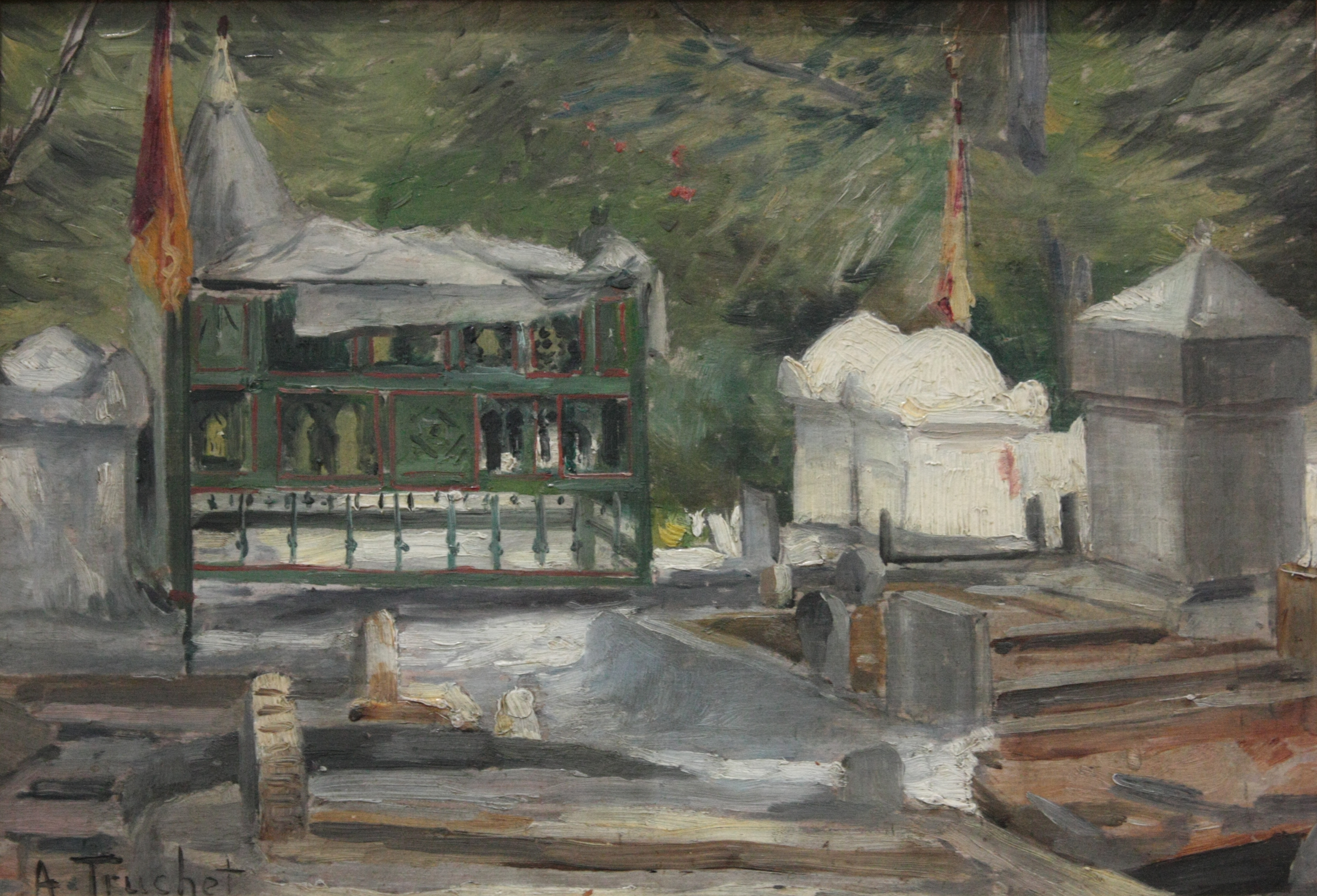
Vue du cimetière
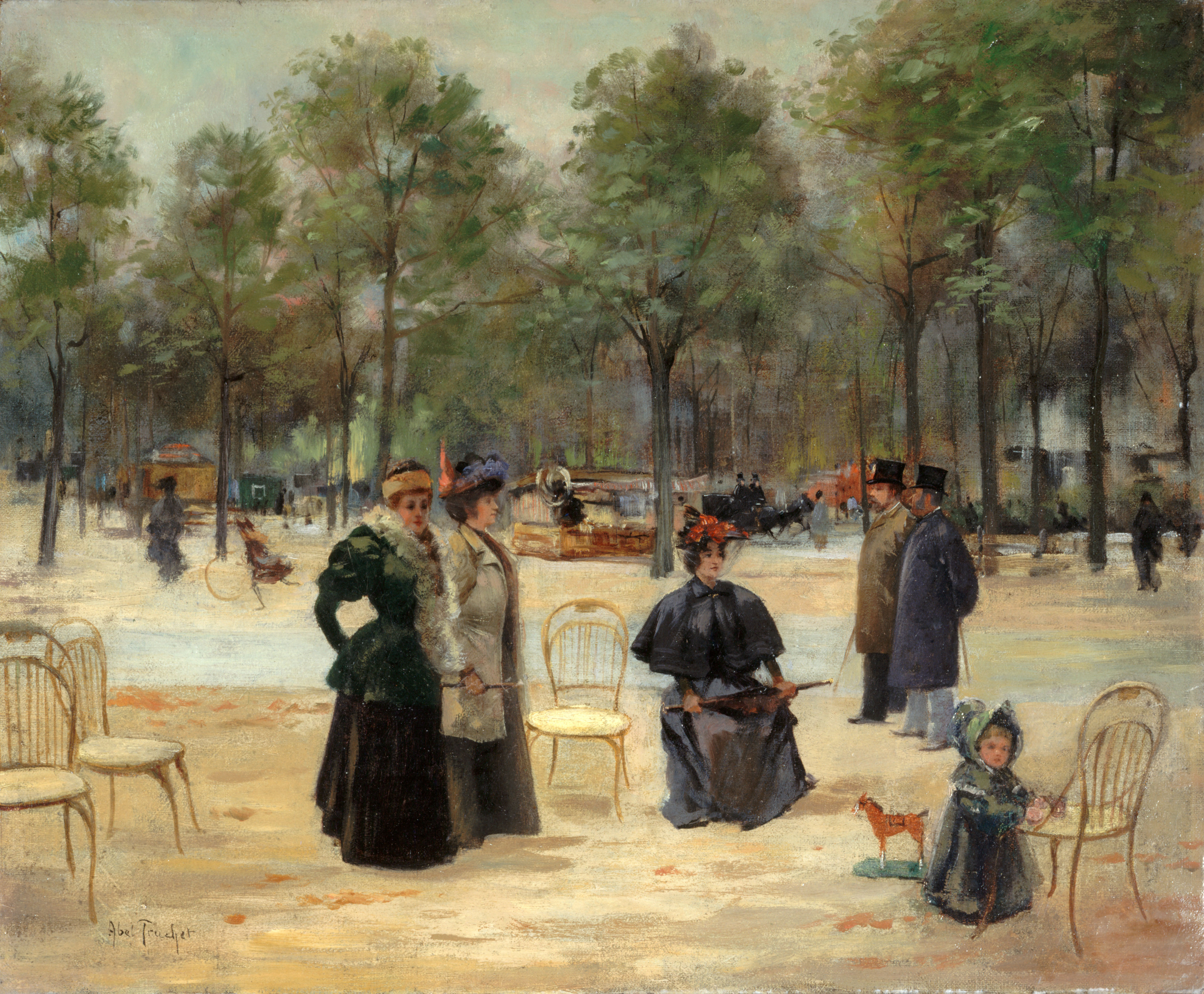
Aux Champs-Elysées
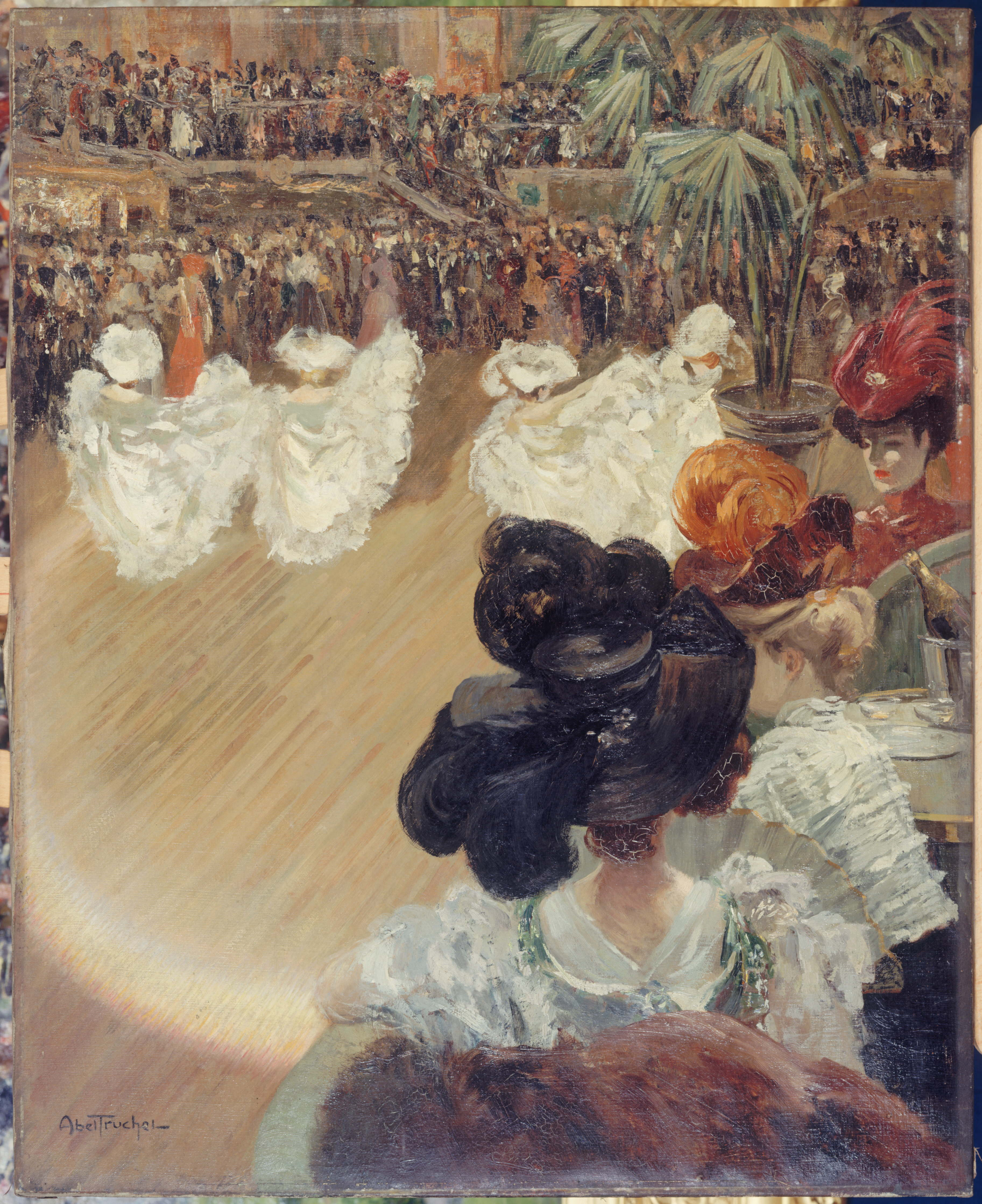
Quadrille au bal Tabarin
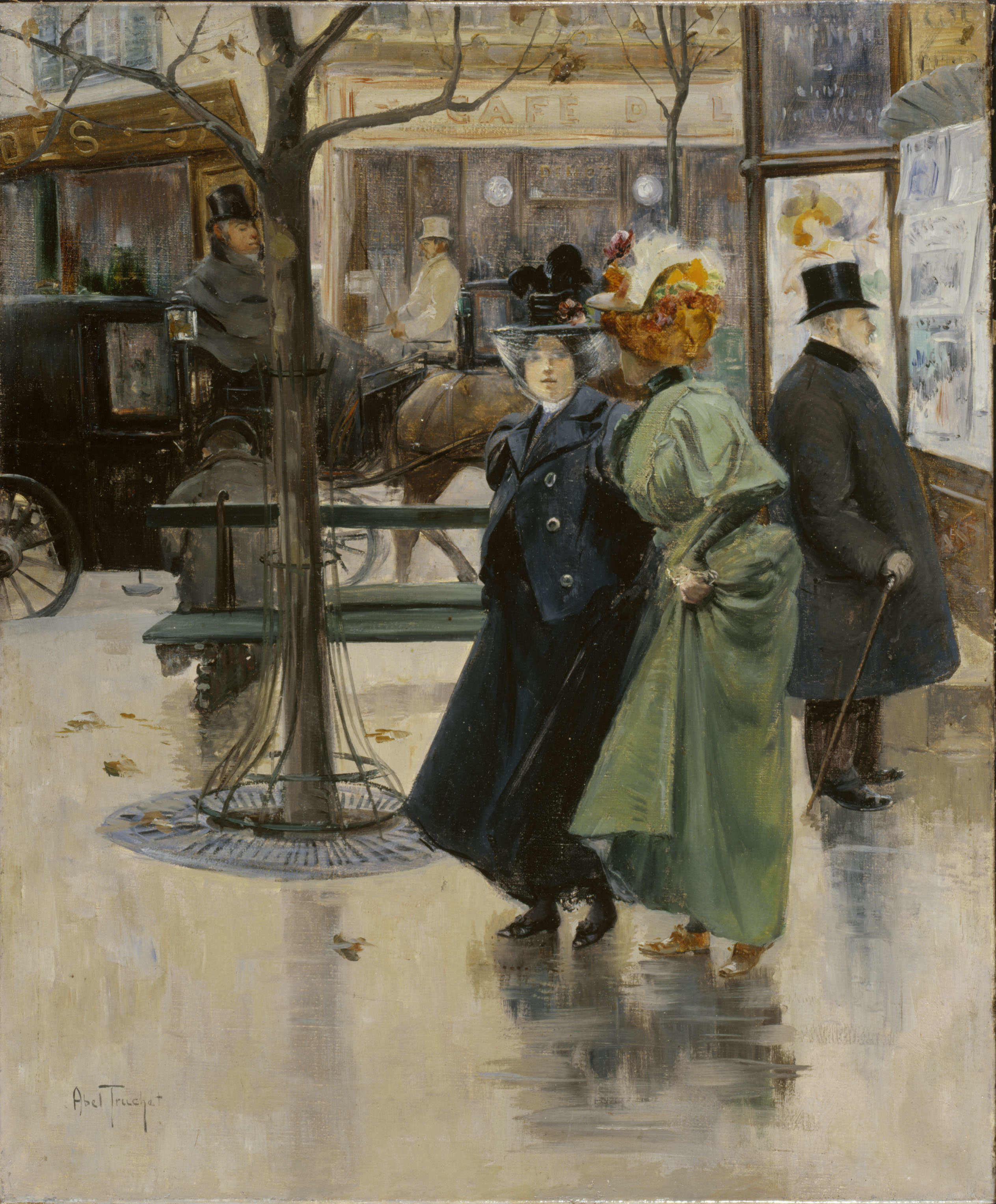
Sur les Boulevards
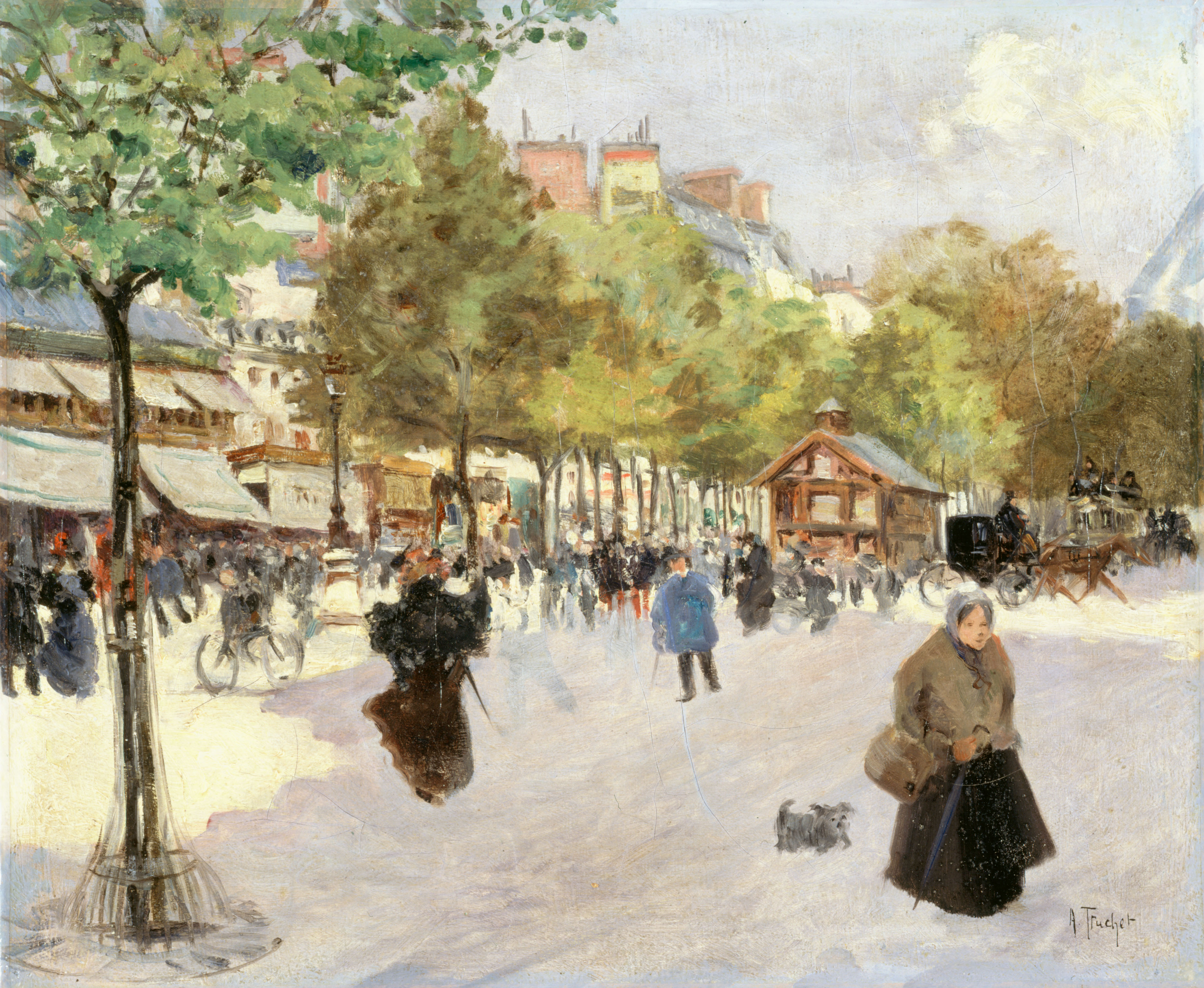
Le boulevard de Clichy
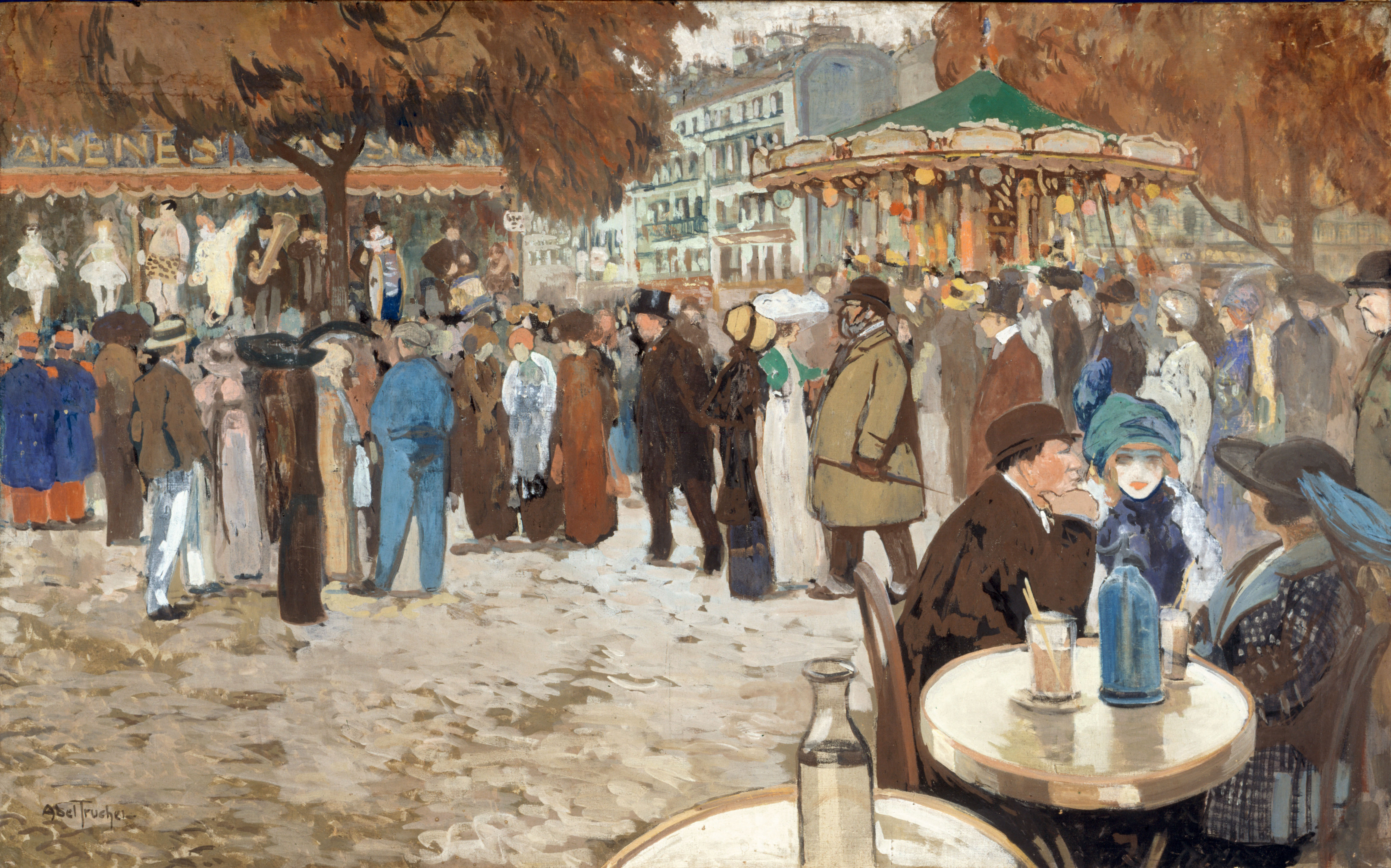
Fête foraine, boulevard de Clichy
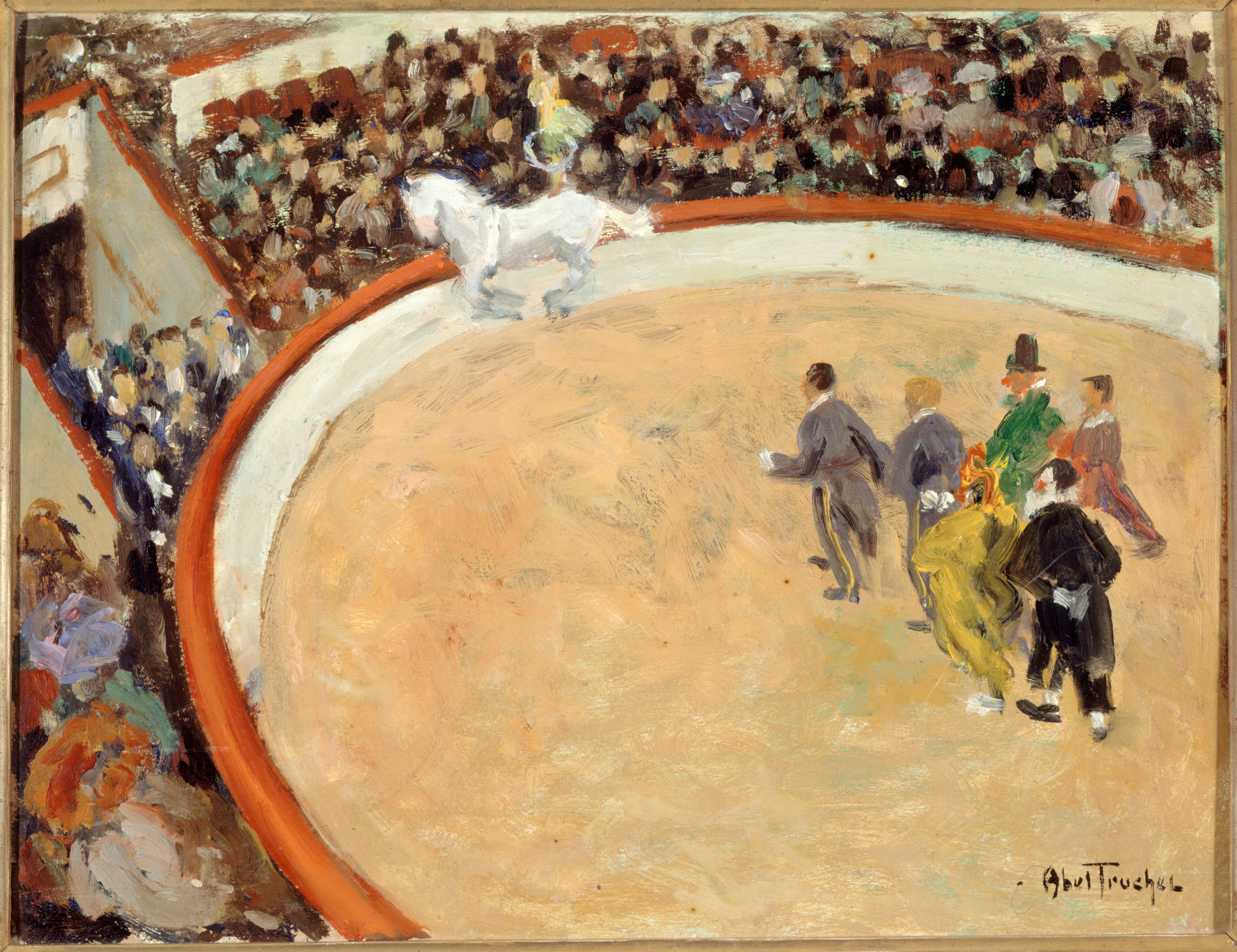
Le cirque Médrano, boulevard Rochechouard
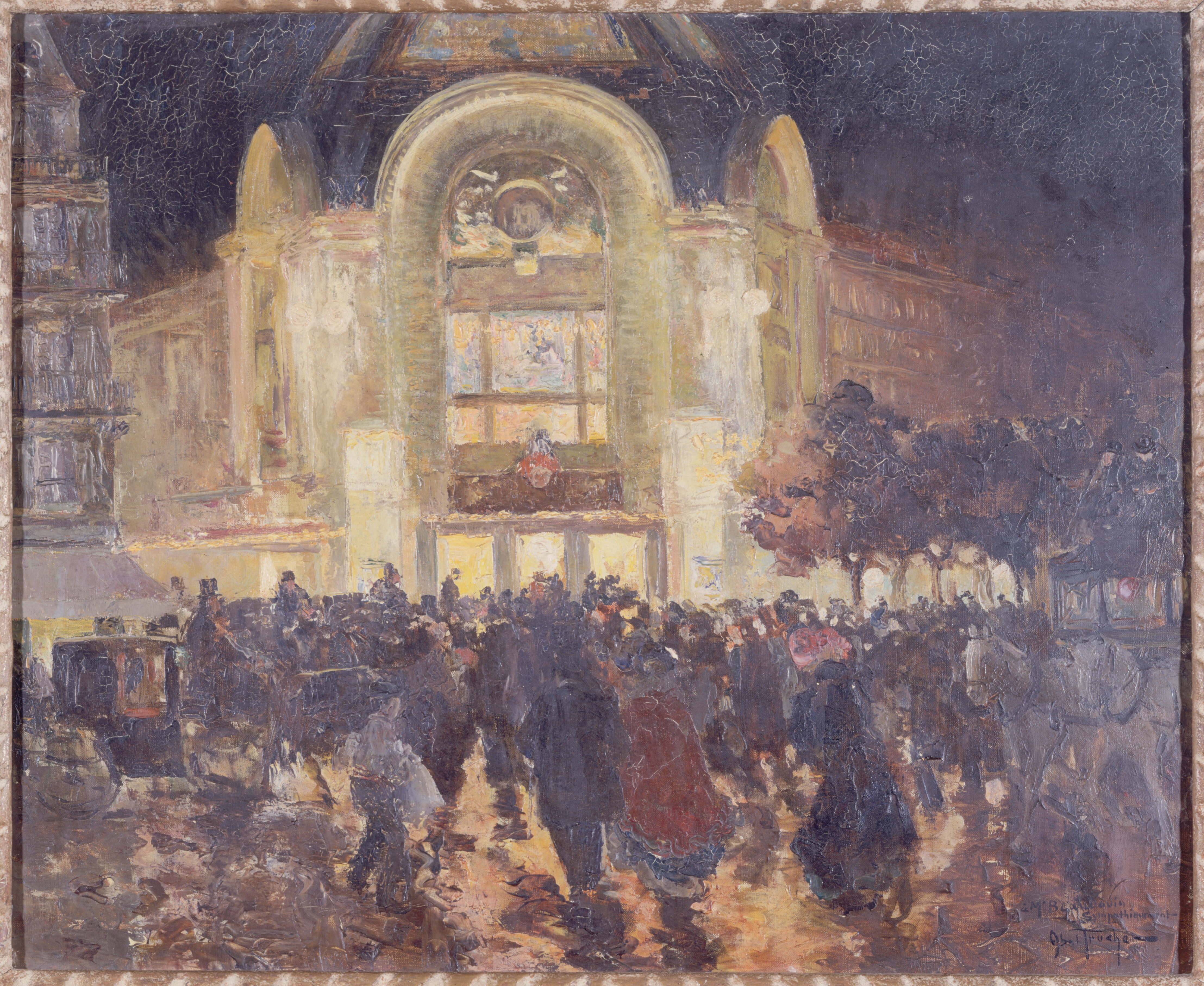
Le cinéma Gaumont-Palace, place de Clichy, 1913
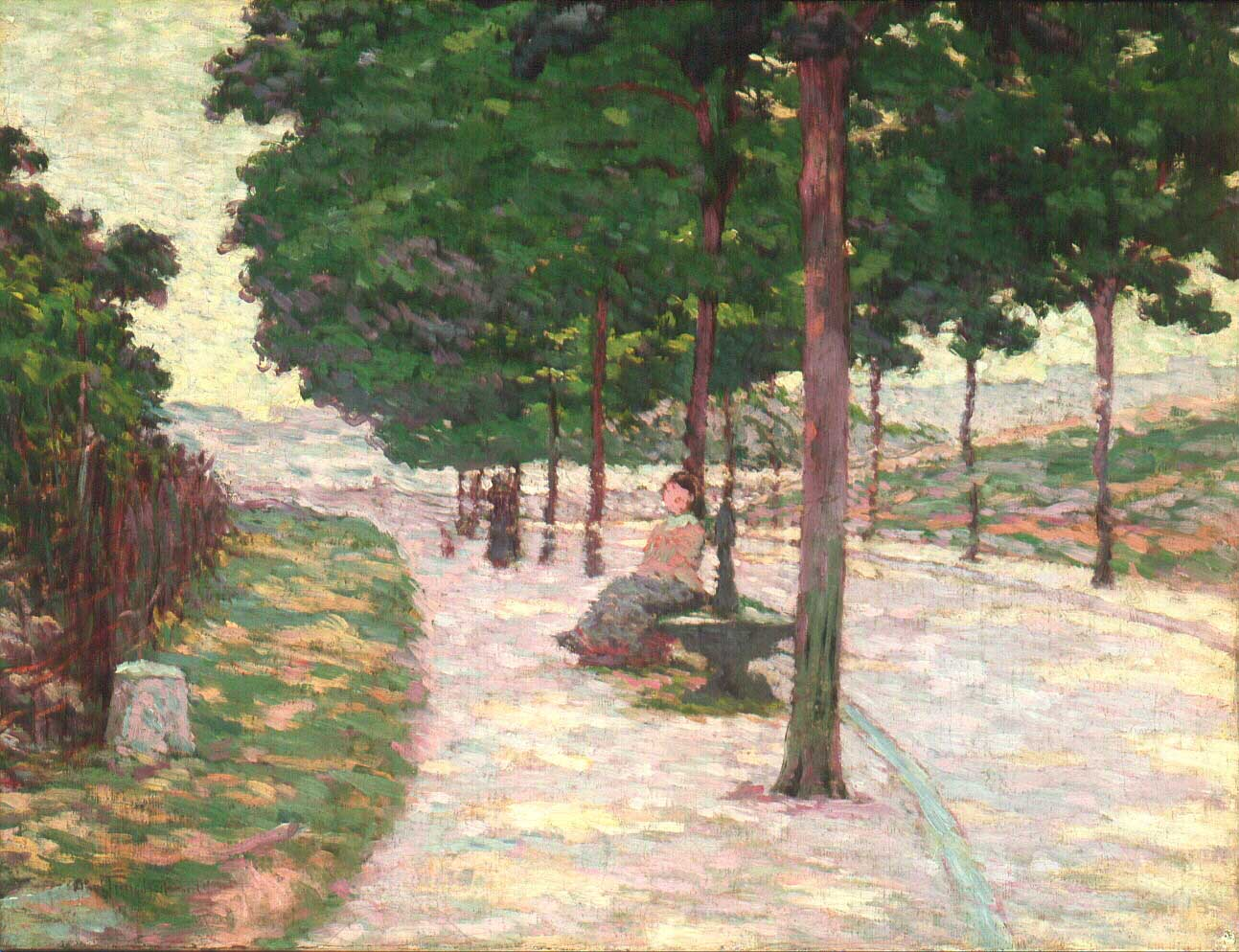
Paysage
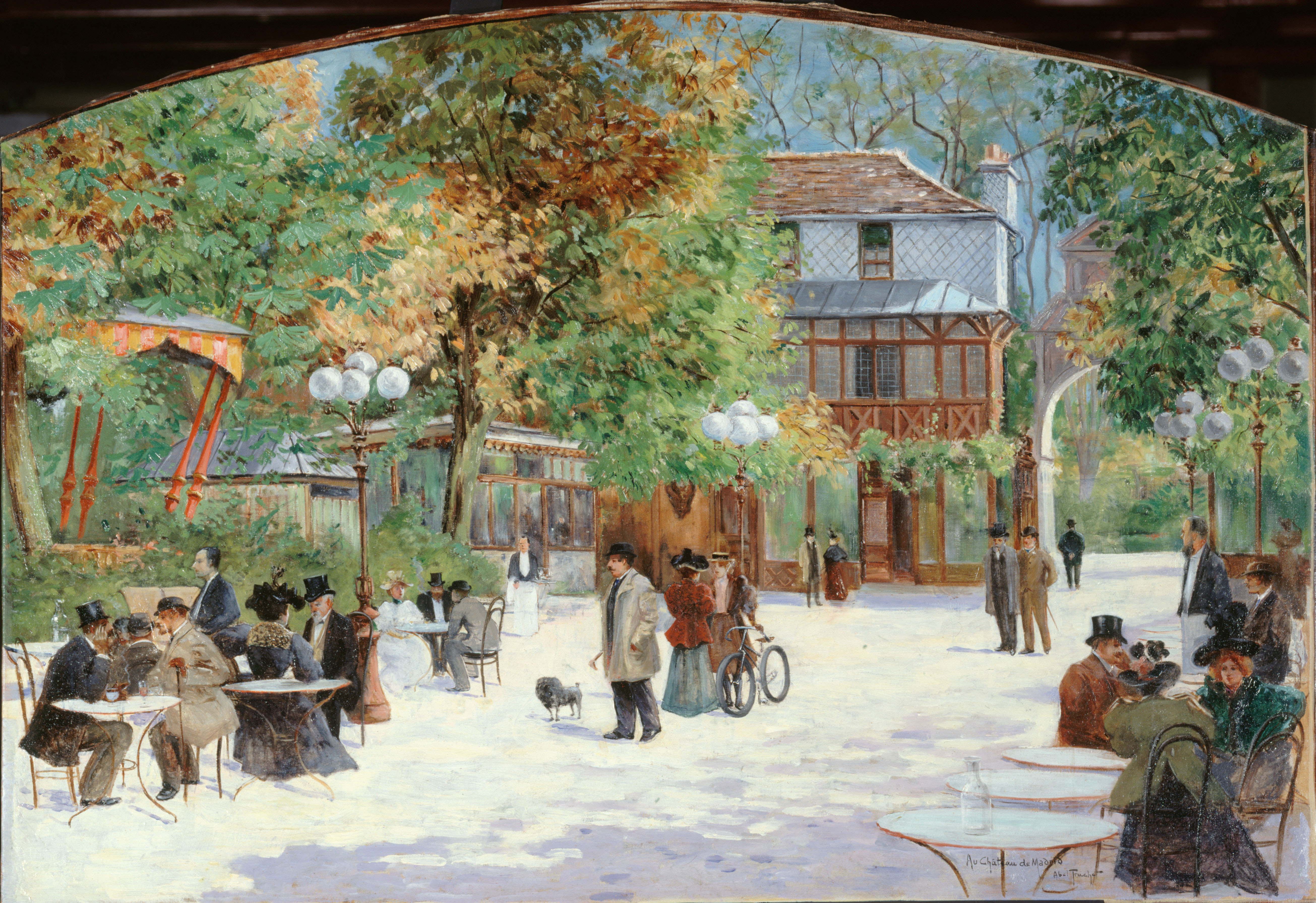
Au Chalet du Château de Madrid, au Bois de Boulogne, 1900
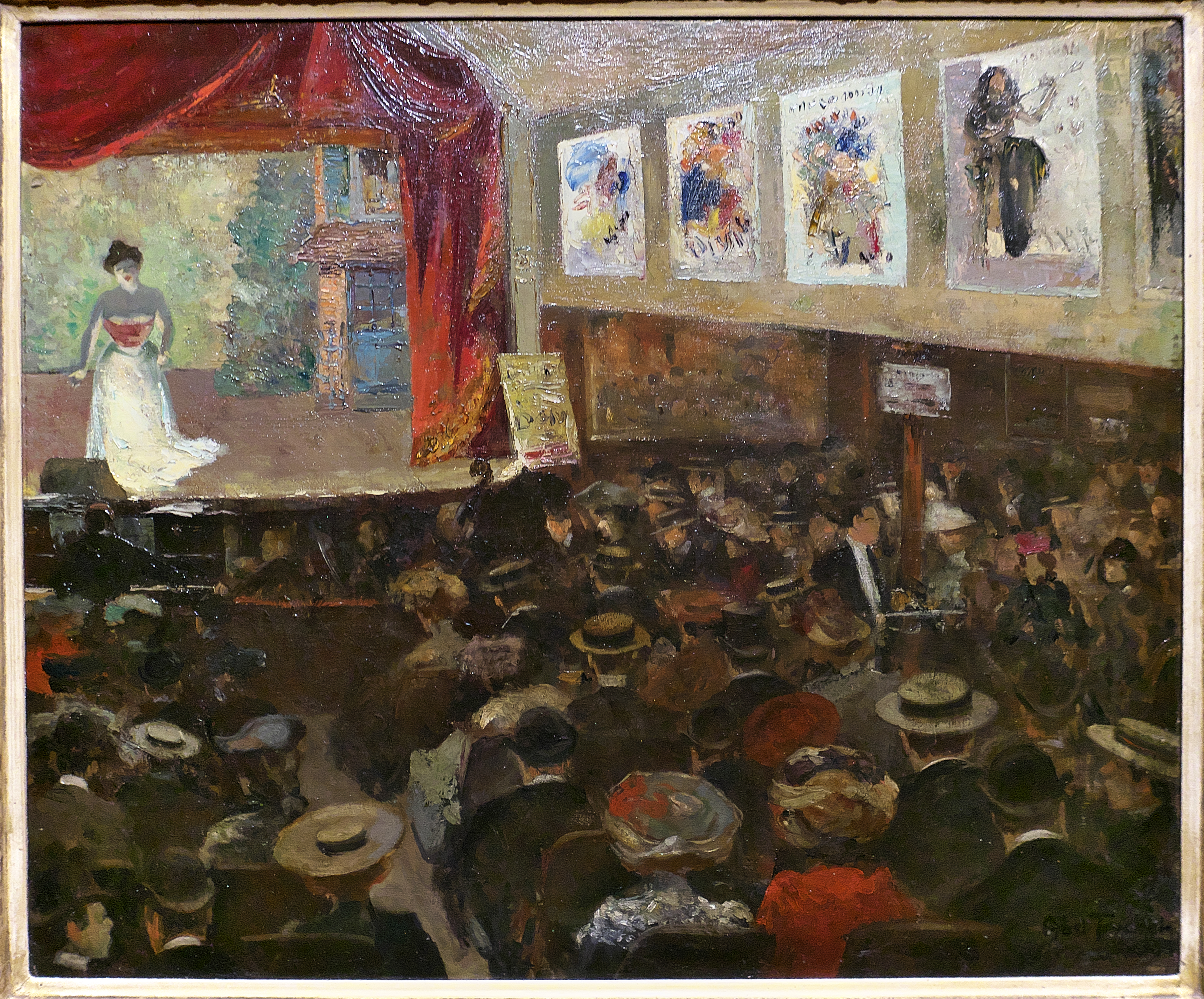
Le café-concert
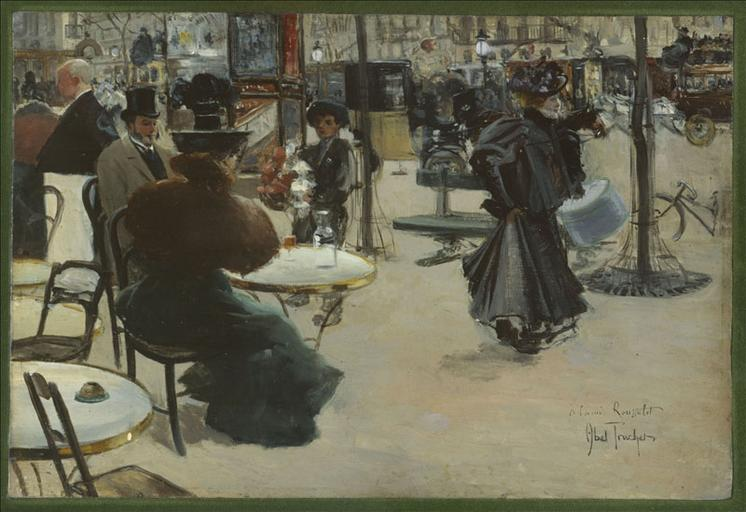
Scène de rue
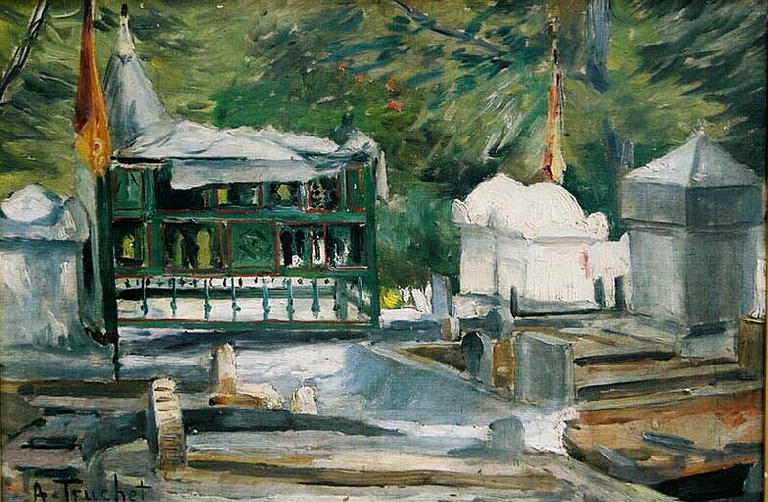
Cimetière Saïd-Ahmed-el-Kébir
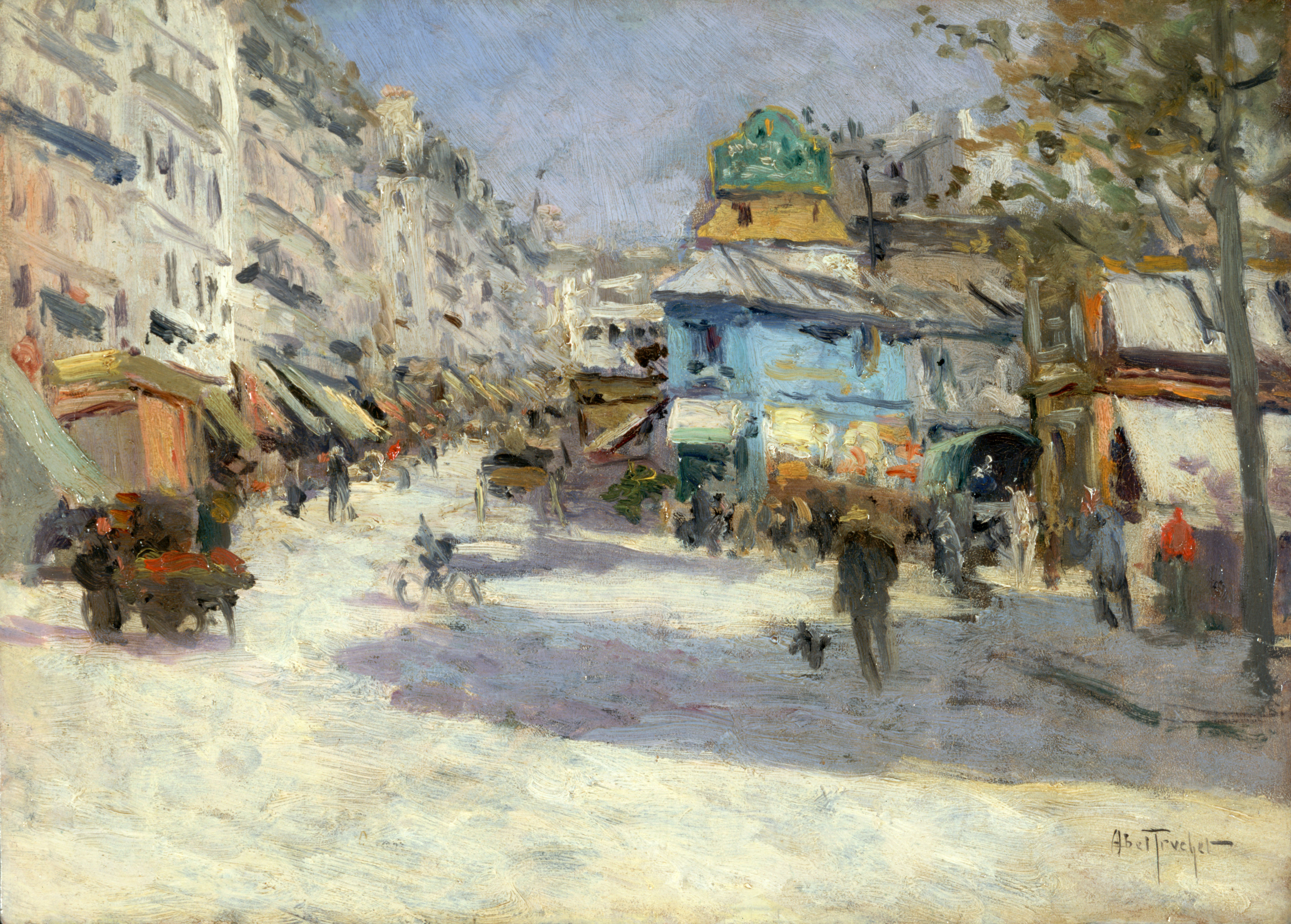
La rue Lepic, l'angle de la rue Puget et la place Blanche